# ガスエナジー
ガスエナジー株式会社は2010年3月まで存在し、東京都千代田区に本社を置いていた、三井丸紅液化ガス傘下のガス事業者。主に液化石油ガス（LPガス）を中心に事業を行っていた。ブランド名は『ベニーガス』・『ベニープロパン』。
同じくLPガスを販売する兄弟会社である「グロリアガス」と、ガスエナジー傘下の子会社である「むつベニー」と「いわて県北燃料」ならびに「東石エンジニアリングサービス」とともに、2010年4月をもって合併統合し『グローブエナジー株式会社』として発足した。これによって、LPガスの直売顧客約20万件、取扱数量年間約12万トンという大型LPG販社となった。
なお、ブランド名（三井丸紅液化ガスの新ブランド）は、2010年4月に、「Pグロリア」と「ベニー」を統合して『グローブ』として生まれ変わった。

## 沿革

### 東北石油ガス
- 1961年5月 - 和田寛食料工業（その後ワダカン食品工業を経て、現在はワダカン）の一部門として、青森県内にて液化ガス製造販売事業を開始する。
- 1968年10月 - 和田寛食料工業から液化ガス事業を分離し、和田寛石油ガス株式会社を設立。
- 1986年7月 - 東北石油ガス株式会社に商号を変更する。

### 木更津石油ガス
- 1991年4月 - 木更津石油ガス株式会社を設立。

### ファミリーガス
- 1990年1月 - ファミリーガス株式会社を設立。

### 第一瓦斯
- 1970年12月 - 岐阜ベニー株式会社を設立。その後、第一瓦斯株式会社に商号を変更する。

### 九州ベニー
- 1965年7月 - 九州ベニープロパン株式会社を設立する。
- 1973年5月 - 九州ベニー株式会社に商号変更。

### ガスエナジー
- 2008年4月 - 東北石油ガスを存続会社とし、木更津石油ガス・ファミリーガス・第一瓦斯・九州ベニー・畑中プロパンと合併し、ガスエナジー株式会社が発足。本社を東京都に移転する。
- 2008年10月 - 販社であるアップルガス青森・アップルガス岩手・五葉プロパン・横浜プロパンを吸収合併する。
- 2009年10月 - 認定保安機関であるガスセキュリティ東北株式会社（100%子会社）を吸収合併する。
- 2010年4月 - グロリアガスと、ガスエナジー傘下の子会社3社（むつベニー・いわて県北燃料・東石エンジニアリングサービス）を合併・統合し、グローブエナジー株式会社を発足。

## 本社
- 東京都千代田区内幸町一丁目3-1 幸ビル11階

## 営業拠点
- 東北支社（青森県・秋田県・岩手県・宮城県）
- 関東支社（千葉県）
- 中部支社（岐阜県・愛知県）
- 九州支社（福岡県・佐賀県・大分県・山口県）

## 主な業務
- 液化石油ガス販売事業 など